# Permission to Dance
Permission to Dance (deutsch Erlaubnis zum Tanzen) ist ein englischsprachiges Lied der südkoreanischen Boygroup BTS, das von Ed Sheeran, Steve Mac, Jenna Andrews und Johnny McDaid geschrieben wurde. Als dritte englischsprachige Single von BTS löste der Titel direkt den Spitzenreiter Butter der Billboard Hot 100 ab, welcher ebenfalls von BTS interpretiert wurde.

## Hintergrund und Produktion
Jenna Andrews und Stephen Kirk waren bereits am Titel Butter beteiligt. Laut Andrews entstand Permission to Dance aufgrund der Reisebeschränkungen während der COVID-19-Pandemie in Messaging-Gruppen gemeinsam mit Sheeran und den Mitgliedern von BTS. Produziert wurde der Titel von Andrews, Kirk und Steve Mac.

## Musik und Text
Die Up-Tempo-Nummer besteht aus zwei Strophen und einem Refrain, der von einem Pre- und Post-Chorus umschlossen ist. Nach einer Bridge werden der Refrain und der Post-Chorus ohne den Pre-Chorus gesungen.

## Veröffentlichung
Der Titel wurde am 9. Juli 2021 veröffentlicht. Zum Erscheinungsdatum wurde aufgefordert, ein 15-sekündiges Video über den von YouTube eingeführten Dienst Shorts hochzuladen. Das zugehörige Musikvideo wurde unter der Leitung von Yong Seok Choi und Woogie Kim gedreht.

## Kritiken
Infolge der Erscheinung wurde die zukünftige Ausrichtung von BTS diskutiert. Ashley Turner vom Magazin The Wrap schrieb, die Atmosphäre sei in den Online-Netzwerken anders. Erstmals sei Kritik zu hören, was bislang „verboten“ gewesen sei. Im Gegensatz zu den vorherigen Songs Butter und Dynamite sei der Titel als bestmöglicher Ohrwurm produziert, jedoch sei es schwer, sich später noch an den Titel zu erinnern. Laut.de schrieb, ein BTS-Song „sollte nicht in einer Talent-Greifbarkeit liegen, dass Mark Forster darauf singen könnte“ und kritisierte, dass besonders im Refrain die Stimmen der einzelnen Sänger kaum auseinanderzuhalten seien.

## Kommerzieller Erfolg

### Chartplatzierungen
Nach der Veröffentlichung des Titels stieg dieser auf Platz eins der US-amerikanischen Billboard Hot 100 ein. Der ehemalige erstplatzierte Song Butter fiel daraufhin auf Platz sieben ab. In der nächsten Woche erreichte Butter wieder die Spitze und Permission to Dance fiel auf Platz sieben ab. Laut Billboard seien BTS die ersten Musiker, welche sich an aufeinanderfolgenden Wochen mit unterschiedlichen Songs an der Spitze der Hitparade abwechselten.
Innerhalb der ersten drei Stunden wurde das Musikvideo über 20 Millionen Mal auf YouTube aufgerufen. Nach 24 Stunden erreichte das Video 72 Millionen Aufrufe.
| ChartsChartplatzierungen       | Höchstplatzierung | Wochen |
| ------------------------------ | ----------------- | ------ |
| Deutschland (GfK)              | 23 (3 Wo.)        | 3      |
| Österreich (Ö3)                | 28 (1 Wo.)        | 1      |
| Schweiz (IFPI)                 | 23 (2 Wo.)        | 2      |
| Südkorea (KMCA)                | 2 (80 Wo.)        | 80     |
| Vereinigte Staaten (Billboard) | 1 (7 Wo.)         | 7      |
| Vereinigtes Königreich (OCC)   | 16 (7 Wo.)        | 7      |

### Auszeichnungen für Musikverkäufe
| Land/Region                  | Auszeichnungen für Musikverkäufe (Land/Region, Auszeichnung, Verkäufe) | Verkäufe |
| ---------------------------- | ---------------------------------------------------------------------- | -------- |
| Japan (RIAJ)                 | Gold                                                                   | 100.000  |
| Vereinigte Staaten (RIAA)    | Gold                                                                   | 500.000  |
| Vereinigtes Königreich (BPI) | Silber                                                                 | 200.000  |
| Insgesamt                    | 1× Silber · 2× Gold ·                                                  | 800.000  |

Hauptartikel: BTS (Band)/Auszeichnungen für Musikverkäufe

### Auszeichnungen für Musikstreaming
| Land/Region     | Auszeichnungen für Musikverkäufe (Land/Region, Auszeichnung, Verkäufe) | Verkäufe    |
| --------------- | ---------------------------------------------------------------------- | ----------- |
| Japan (RIAJ)    | 3× Platin                                                              | 300.000.000 |
| Südkorea (KMCA) | Platin                                                                 | 100.000.000 |
| Insgesamt       | 4× Platin ·                                                            | 400.000.000 |

Hauptartikel: BTS (Band)/Auszeichnungen für Musikverkäufe